# Juan Martínez de Moya
Juan Martínez de Moya fue un escritor español de la primera mitad del siglo XVII.

## Biografía
Poco se conoce sobre él. Solamente lo que se extrae del único libro que al parecer redactó, las Fantasías de un susto (Granada: Francisco Heylán, 1630). Lo precede un soneto del dramaturgo Álvaro Cubillo de Aragón y en sus preliminares se señala que fue secretario de don Mendo Benavides, Presidente de la Real Chancillería de Granada. El argumento de su novela se reduce a que su protagonista imagina que, tras caer de su montura y subir trepando por el abismo, su espíritu sobreexcitado le presenta una serie rápida de recuerdos e impresiones que nos narra al revivirlas, entreveradas con diversos poemas en arte menor: sátiras teatrales y el último una descripción de fiestas de Badajoz.